# Synema cervinum
Synema cervinum är en spindelart som beskrevs av Schenkel 1936. Synema cervinum ingår i släktet Synema och familjen krabbspindlar. Inga underarter finns listade i Catalogue of Life.